# Ар-рай
Ар-рай (араб. الرأي- погляд, думка, судження) — власна незалежна думка або судження факіга, на підставі якого він виносить фетву.

## Виникнення
Виникнення поняття ар-рай пов'язується з халіфом Умаром ібн аль-Хаттабом, котрий надіслав Абдуллу ібн Масуда в Ірак як каді. Халіф Умар при цьому пояснив, що  під ар-раєм мається на увазі судження по аналогії і суспільна користь. У протиставлення «прибічникам переказу» (ахль аль-хадіс), послідовники Абдулли ібн Масуда почали називатися «прибічниками незалежної думки» (асхаб ар-рай).

## Категорії
З кінця VII — початку VIII з поняття ар-рай почали виділятися різні категорії, які визначали методи рішення правових питань і методи раціоналістичного дослідження. Так Хаммад ібн Абу Сулайман і його учень Абу Ханіфа розробили метод «судження по аналогії» і «бажаного рішення», засновник малакітського мазхабу Малік ібн Анас розробив категорії «незалежного судження задля користі» (істислах) і «судження про  дозвіл і заборону» (зараї), а учень імама Маліка Мухаммад аш-Шафії розробив категорію «дедуктивного висновку» (істідлал). Всі перераховані богослови у більшій або меншій мірі застосовували категорію «презумпції незмінності стану» (істісхаб).
Всі ці категорії не містили в собі прецедентного правового матеріалу і дозволяли успішно вирішувати труднощі, що виникають при буквальному тлумаченні текстів Корану і Сунни. Застосування одних категорій ар-раю і заперечення інших є одним з визначальних ознак відмінності ( іхтілаф ) між мазхабами  . 
Після складання мазгабів поняття ар-рай вийшло з ужитку, будучи поглинутим поняттям іджтигад або асоціюючись з «судженням по аналогії» (кіяс).